# Джон Донахю
Джон Донахю (на английски: John J. Donohue) е американски университетски преподавател по антропология и писател, автор на бестселъри в жанра трилър.

## Биография и творчество
Джон Донахю е роден в Бруклин, гр. Ню Йорк, САЩ през 1956 г. Учи в Щатския университет на Ню Йорк в с. Стоуни Брук, щата Ню Йорк, където получава бакалавърска степен (1978), магистърска степен (1982), докторска степен по антропология (1987).
След дипломирането си работи в Университетския колеж на Университета „Аделфи“ (Adelphi University) в с. Гардън Сити, щ. Ню Йорк: преподавател по хуманитарни и обществени науки (1987 – 1993), координатор по студентските въпроси (1988 – 1990), директор по учебната работа (1990 – 1991), помощник-декан (1990 – 1991) и заместник-декан на колежа (1992 – 1993).
В периода 1993 – 1995 г. е преподавател по антропология в колеж и декан на Факултета по хуманитарни науки (School of Liberal Arts) на Щатския университетски колеж на Ню Йорк в с. Морисвил (Morrisville), щат Ню Йорк.
От 1995 г. работи в „Медайл Колидж“ (Medaille College) в Бъфало, щата Ню Йорк: професор е по обществени науки (1995 – 2002), както и декан (1995 – 1997), и.д. вицепрезидент по академичните въпроси (1997 – 2000), и.д. изпълнителен вицепрезидент (2000 – 2001) и президент на колежа (2001 – 2002).
От 2002 г. работи в „Дювил Колидж„ (D'Youville College) в Бъфало, щата Ню Йорк като професор по обществени науки, вицепрезидент и президент по академичните въпроси.
От студентските си години е привлечен от азиатските бойни дисциплини поради тяхната смесица от философия и действия, тренира разни бойни изкуства – карате (при Мори Масатака), джудо (при Шиина Киоши), кендо (при Катаока Набору и Кимура Хироаки), айкидо (Хажихара Еди), и тайдзи. Има дан „черен колан“ по карате и кендо.
Познанията си по бойните изкуства и японската култура описва в поредица от документални книги в периода 1991 – 2004 г.
В началото на новия век се насочва към криминалната литература като произведенията му художествено пресъздават характерната за Япония духовност и отношения, принесени в суровите условия на съвременния свят. Първият му трилър „Сенсей“ от поредицата „Конър Бърк и Ямашита Сенсей“ е издаден през 2003 г. Главният герой, Конър Бърк, чието хоби са бойните изкуства, е привлечен в трудни разследвания, в които участва с помощта на своя учител Ямашита сенсей.
Джон Донахю живее със семейството си в Бъфало, щат Ню Йорк.

## Произведения

### Самостоятелни романи
- The Qi Eaters (2014)
- Wave Man (2016)
Сурова карма, изд.: ИК „Бард“, София (2019), прев. Асен Георгиев

### Серия „Конър Бърк и Ямашита Сенсей“ (Connor Burke Martial Arts Thriller)
1. Sensei (2003)
Сенсей, изд.: ИК „Бард“, София (2004), прев. Иван Златарски
2. Deshi (2005)
Деши, изд.: ИК „Бард“, София (2005), прев. Иван Златарски
3. Tengu (2008)
4. Kage: The Shadow (2011)
5. Enzan: The Far Mountain (2014)

### Документалистика
- The Forge of the Spirit: Structure, Motion, And Meaning in the Japanese Martial Tradition (1991)
- The Human Condition in the Modern Age (1992)
- Warrior Dreams: Martial Arts And the American Imagination (1994)
- Herding the Ox: The Martial Arts As a Moral Metaphor (1998)
- Complete Kendo (1999)
- The Overlook Martial Arts Reader: Vol II (2004)